# Henk Hofs
Henk Hofs (Arnhem, 5 mei 1951 – aldaar, 11 oktober 2011) was een Nederlands voetballer. Hij speelde tussen 1970 en 1972 in de selectie van BVO Vitesse, na daar de jeugdopleiding te hebben doorlopen. Door de slechte staat van zijn knieën moest hij zijn carrière vroegtijdig stoppen. Na zijn actieve periode als voetballer was Hofs actief als timmerman.
Hofs was een jongere broer van voetballer Bennie Hofs en de oom van voetballer Nicky Hofs. Hij overleed op dinsdag 11 oktober 2011, precies één jaar nadat hij een knieprothese kreeg. De hiermee gepaard gaande complicaties hebben uiteindelijk geleid tot zijn overlijden.